# Calamites
Calamites es un género de Equisetophyta de porte arbóreo conocido por sus restos fósiles localizados en rocas sedimentarias, especialmente en minas de carbón, desde el Devónico superior al Pérmico medio. 
Estos vegetales alcanzaban una altura superior a los 20 metros y formaban cerrados bosques en zonas pantanosas gracias a su crecimiento clonal. Anatómicamente estaban formados por un tronco o fuste hueco, erecto, organizado en nudos y entrenudos con crecimiento secundario y xilema formado a partir de un cámbium. Este fuste poseía ramificaciones primarias dispuestas en verticilos en toda su longitud. Dispuestas también en verticilos en las ramificaciones primarias o secundarias se localizaban las hojas y fructificaciones de tipo estróbilo formadoras de esporas. El sistema radicular de Calamites estaba formado por una extensa red de rizomas postrados en el sustrato con ramificación irregular poseedores de radículas de pequeño diámetro que se desarrollaban profusamente en los nudos y, a veces, en la base de los mismos fustes. Morfológicamente y en muchos aspectos de su anatomía interna se asemejaban a los actuales representantes de su orden.

## Morfología
La anatomía general de las especies pertenecientes al género Calamites es la de un vegetal formado por un rizoma postrado organizado en entrenudos y nudos con raíces en éstos y múltiples e irregulares ramificaciones. Algunas de las ramificaciones del rizoma crecen erectas al suelo formado un tronco vertical hueco organizado también en entrenudos y nudos. En los nudos desarrolla ramificaciones primarias similares y hojas en verticilos o estróbilos portadores de esporangióforos.
Así Calamites presenta un tronco o fuste erecto formado por nudos y entrenudos bien caracterizados. Algunos ejemplares fósiles parciales presentan un diámetro de tronco de hasta 15 centímetros. Considerando que las proporciones de crecimiento de estos vegetales se mantienen constantes estos especímenes pudieron alcanzar alturas medias de 4,5 a 6 metros y en casos excepcionales superar los 12 metros como demuestran algunos fustes excepcionalmente conservados de 10 metros.

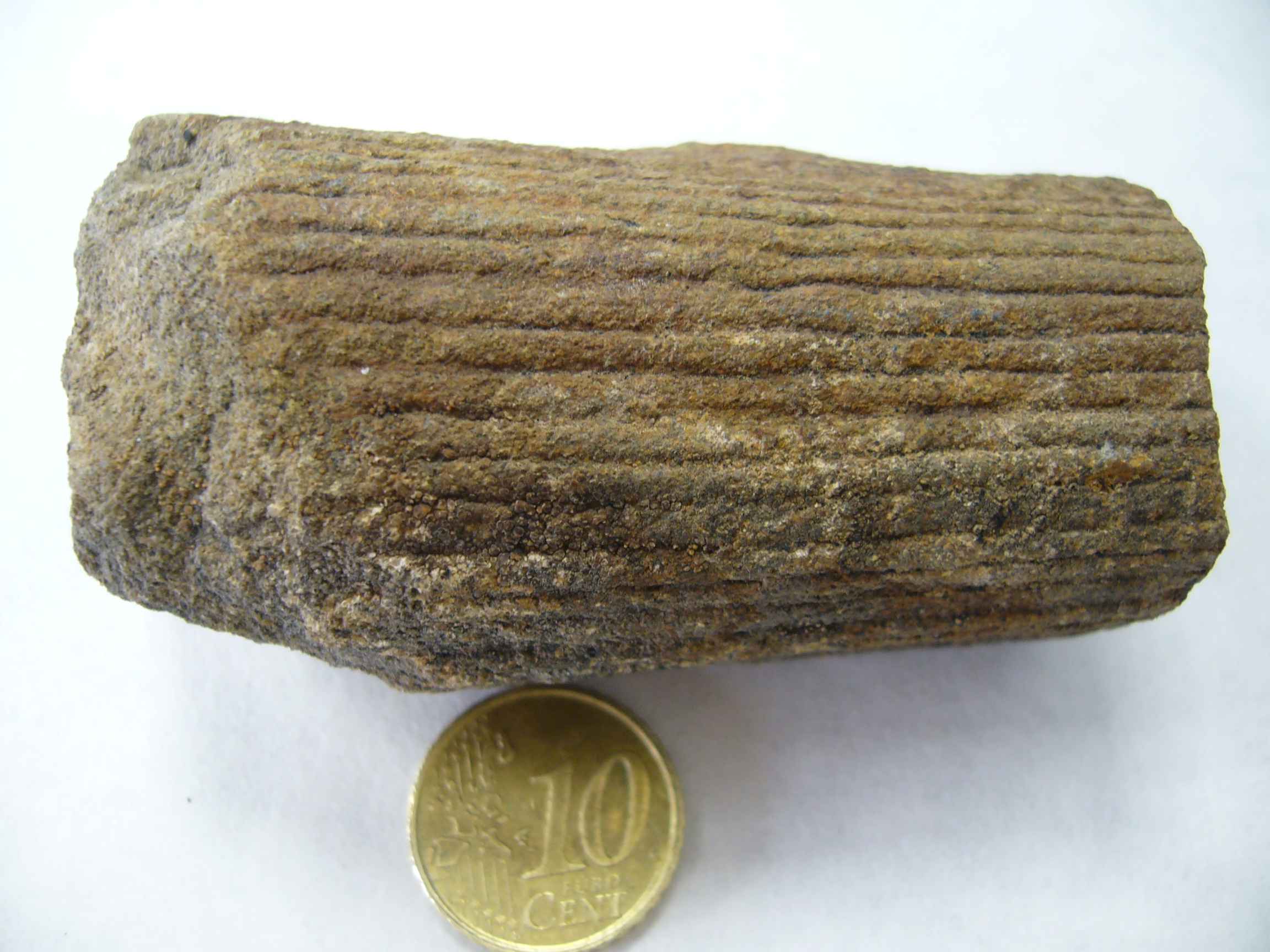
Impresión interna de un tallo de Calamites mostrando el ribeteado característico.

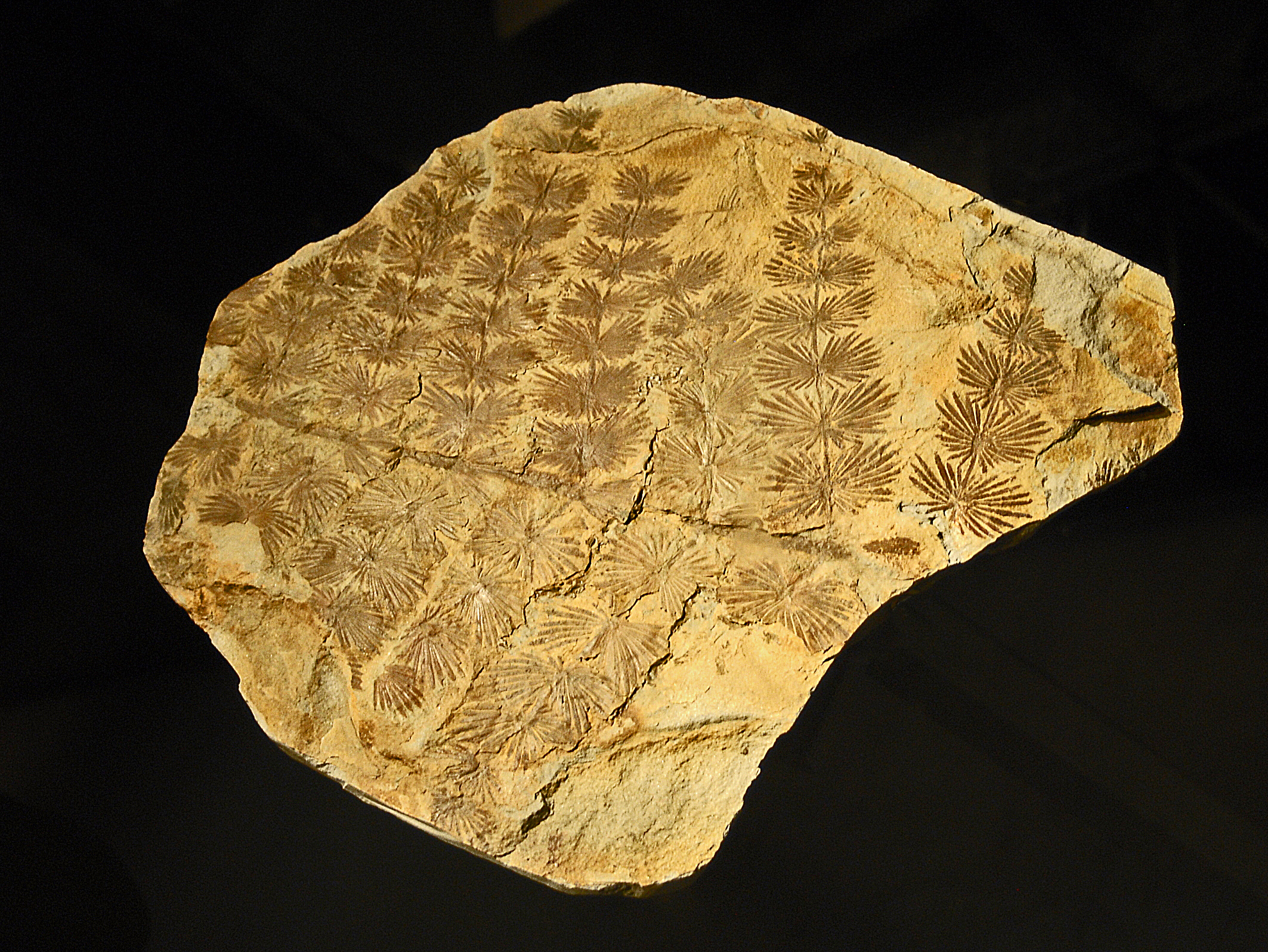
Annularia stellata, hojas de Calamites en un eje.

Los fustes de Calamites poseían una gran cavidad interna que se extendía longitudinalmente y sin interrupción desde la base hasta el ápice. Debido a que estos huecos centrales solían llenarse de sedimento una vez muerto el organismo son habituales las impresiones internas de ellos. Se aprecia en estas impresiones unas marcas o ribetes longitudinales de nudo a nudo de hasta 3 milímetros de grosor. En los nudos los ribetes de haces adyacentes podían formar estructuras zigzagueantes al tener diferente disposición de un internudo a otro. Los lugares de inserción de las ramificaciones quedaban marcados en los ribetes internos a modo de cicatriz vascular. En los tallos de mayor tamaño se ha identificado un cilindro de tejido secundario caracterizado por la presencia de canales carinales similares a los que presenta hoy el género Equisetum y formados por protoxilema. En estos canales carinales se observan traqueidas anulares y espirales que dan lugar a un xilema primario de traqueidas con punteaduras escaleriformes. Hacia el exterior se ha observado la presencia de xilema secundario y una epidermis lisa o longitudinalmente estriada.
Las ramificaciones originadas en los nudos del fuste tenían una anatomía similar a la de este y en sus nudos formaban otras ramificaciones secundarias, hojas o fructificaciones. Atendiendo a la anatomía de las ramificaciones primarias observada en sus fósiles suelen diferenciarse tres subgéneros dentro de este grupo. El subgénero Stylocalamites posee ramificaciones escasas e irregularmente insertas en el eje principal. Calamitina presenta ramificaciones bien desarrolladas en verticilos pero presentes solo en algunos de sus nudos que se caracterizan por estar limitados por entrenudos especialmente cortos. Eucalamites se corresponde con la forma habitual poseedora de ramificaciones verticiladas en cada nudo. Las hojas de Calamites son las estructuras fotosintetizadoras del organismo a diferencia de otros vegetales coétáneos que realizaban esa función con la epidermis del tronco. Estas hojas se corresponden con los fósiles denominados Annularia, Asterophyllites o Lobatannularia. Annularia presenta impresiones de verticilos de entre 8 y 13 hojas lineares, lanceoladas o espatuladas de hasta 5 milímetros de longitud y una única vena central, Asterophyllites presenta hojas aciculares en verticilos de entre 15 y 30 mientras que Lobatannularia tiene verticilos excéntricos que presentan en su unión al tallo un hueco y hojas más cortas en la proximidad de este.
Las raíces de Calamites aparecen de forma adventicia en la base de los fustes y en los tallos o rizomas horizontales. Los rizomas aunque similares en apariencia a tallos no presentan el hueco central característico. Su organización en nudos y entrenudos hace que éstos cada vez sean más cortos a medida que se acercan al ápice y por lo general presentan una ramificación irregular. Se corresponde con los fósiles denominados tradicionalmente como Astromyelon o, en su forma comprimida, Pinnularia.
Las fructificaciones de Calamites aparecen en ejes secundarios y primarios. A grandes rasgos están formadas por un estróbilo con un eje central con verticilos de esporangióforos  y, a veces, brácteas estériles. Los esporangióforos son órganos cruciados con un eje recto perpendicular. Cada uno de los cuatro brazos que forma posee un esporangio con forma de saco productor de esporas anisométricas producidas en tétradas y de hasta 90 μm de diámetro. La inserción de los esporangióforos en el eje del estróbilo, en la axila de la bráctea o directamente sobre ella caracteriza a cada uno de los cinco géneros conocidos de fructificaciones del género, Calamostachys, Palaeostachya,  Cingularia, Macrostachya y Pothocites.